# Corinna brunneipeltula
Corinna brunneipeltula är en spindelart som beskrevs av Embrik Strand 1911. Corinna brunneipeltula ingår i släktet Corinna och familjen flinkspindlar. Inga underarter finns listade i Catalogue of Life.